# Oligoschema nuda
Oligoschema nuda är en tvåvingeart som beskrevs av Becker 1925. Oligoschema nuda ingår i släktet Oligoschema och familjen rovflugor.
Artens utbredningsområde är Taiwan. Inga underarter finns listade i Catalogue of Life.